# Polskie Towarzystwo Elektrotechniki Teoretycznej i Stosowanej
Polskie Towarzystwo Elektrotechniki Teoretycznej i Stosowanej (w skrócie PTETiS) – polskie towarzystwo naukowe działające w branży elektrotechniki.
Działalność PTETiS dotyczy dwóch podstawowych obszarów działania:
- promowanie i krzewienie polskiej elektrotechniki i elektroniki przez integrację środowisk naukowych;
- szerzenie wiedzy o historii elektrotechniki polskiej.